# WR 104
Désignations
WR 104 est une étoile Wolf-Rayet découverte en 1998 et située à environ 8 475 années lumière (2 600 pc) de la Terre dans la constellation du Sagittaire. Il s'agit d'une étoile binaire avec un compagnon de type OB. Ces étoiles ont une période orbitale d'environ 240 jours conférant à leur vent stellaire une forme spiralée s'étendant sur 200 UA. Cette spirale est constituée de poussières qui ne peuvent s'agglomérer en planètes en raison de l'intensité des radiations de l'étoile — même s'il n'y avait pas le compagnon pour perturber l'écoulement du vent stellaire en générant une zone de plus forte pression entre ces étoiles où de la poussière peut se condenser.
Certaines mesures optiques acquises en 2008 laissaient penser que l'axe de rotation de WR 104 est incliné d'à peine 16° par rapport à la Terre, mais des données plus récentes indiqueraient plutôt une inclinaison de 30 à 40°. Ceci pourrait avoir une certaine importance si WR 104 explosait en supernova dans la mesure où ces phénomènes s'accompagnent souvent de l'émission de jets de matière par les pôles accompagnés parfois de rayonnements énergétiques, voire ici d'un sursaut gamma qui serait alors dangereux pour la Terre compte tenu de la proximité de cet astre. Cette hypothèse pourrait survenir d'ici 300 000 ans et les chances de probabilité serait de 1% selon Peter Tuthill, mais met en garde contre la nécessité d'autres recherches pour être sûr.